# OKK Konstantin
O Omladinski košarkaški klub Konstantin (sérvio: Омладински кошаркашки клуб Константин) é um clube profissional de basquetebol sediado na cidade de Niš, Sérvia que atualmente disputa a segunda divisão de seu país. Foi fundado em 2009 e manda seus jogos no Čair Sports Center que possui capacidade de 5.000 espectadores.